# Адлер, Юлиус (политик)
Юлиус Адлер (нем. Julius Adler; 23 января 1894 — 8 апреля 1945) — немецкий политик, член Коммунистической партии Германии, депутат Рейхстага в 1928—1933 годах. После прихода в 1933 году к власти нацистов арестован Гестапо, погиб в концлагере Берген-Бельзен.

## Биография
Родился в 1894 году в Нойнкирхене в семье шахтёра.
По профессии крановщик. Был членом католической молодежной организации.
В 1914—1918 годах участвовал в Первой мировой войне, был ранен.
В 1923 году вступил в Коммунистическую партию Германии.
В 1924—1928 годах — депутат городского совета города Гамборна (в 1929 году город включён как район в город Дуйсбург).
С 1928 по 1933 год он был членом Рейхстага.
После прихода к власти нацистов, 15 марта 1933 года арестован, помещён «под защитный арест» в концлагерь Лихтенбург, в августе 1934 года переведён в тюрьму Торгау. 11 января 1935 года приговорён по обвинению в измене к 18 месяцам тюрьмы. Согласно обвинительному заключению, Адлер принял участие в трёх встречах коммунистических деятелей в марте 1933 года. В 1937 году вышел из тюрьмы. До 1939 года ещё дважды арестовывался, но был отпущен.
С началом войны, в сентябре 1939 года, Адлер был снова арестован Гестапо и помещён в концлагерь Заксенхаузен, в 1945 году переведён в концлагерь Берген-Бельзен, где умер от сыпного тифа.
Дата смерти точно не известна, в 1949 году Гамбургский окружной суд постановил считать датой его смерти 8 апреля 1945 года.

## Память
В 1951 году имя Юлиуса Адлера было высечено на стене Мемориала Бессмертных борцов за социализм, расположенном на Центральном кладбище Фридрихсфельде (район Лихтенберг, Берлин).
В 1957 году его именем был назван торпедный катер Фольксмарине (исключён из списков флота в 1968 году).
В 1992 году имя Юлиуса Адлера увековечено в Памятнике 96-ти депутатам Рейхстага, убитым нацистами, расположенном в Берлине на площади Республики перед Рейхстагом.